# Janus Braspennincx
Adrianus Jacobus ("Janus") Braspennincx (5 de março de 1903 – 7 de janeiro de 1977) foi um ciclista holandês, que competiu nos Jogos Olímpicos de Amsterdã 1928.
Em 1928, fez parte da equipe holandesa que conquistou uma medalha de prata na perseguição por equipes, junto com Jan Maas, Piet van der Horst e Jan Pijnenburg. Terminou em nono na prova de estrada por equipes, após terminar em 27º no individual.
Como profissional, destaca um campeonato nacional de estrada em 1930.